# Mæslingevirus
Mæslingevirus eller mæslinge morbilivirus, MV (en. Measles morbillivirus), tidligere kaldt mæslingevirus (MeV) forårsager mæslinger. Mennesket er den naturlige vært, og der kendes intet reservoir for denne virus i noget dyr.
Mæslingevirus er beslægtet med den nu-udryddede kvægpest-virus, RPV (rinderpest virus).

## Generelt
MV er en membrankappet morbilivirus med et genom af -ssRNA (negativt polariseret enkeltstrænget RNA) med 15.896 baser og 6 gener, der koder for 8 proteiner:
- Hemagglutenin

- Fusionprotein [2]

- Matrixprotein

- RNA dependant RNA polymerase, RdRp

- Phosphoprotein + V-protein + C-protein [3]

- Nucleoprotein.[1]

## Receptorer for mæslingevirus
Mæslingevirus binder sig med overfladeproteinet hemagglutinin til receptorer på overfladen af værtsorganismens celler:
- CD46 som udtrykkes på næste alle menneskets celler

- CD150 eller SLAM (signaling lymphocyte activation molecule) som er på B- og T-celler og andre immunceller

- nectin-4 som er et adhæsionsmolekyle på overfladen af mange af menneskets celler inklusivt nerveceller.

## Vaccine
Der er 23 undertyper af mæslingevirus men kun en serotype. Med en vaccine fremstillet af svækkede mæslingevirus opnås der immunitet. Vaccinen er en kombinationsvaccine, MFR-vaccine, mod mæslinger, fåresyge og røde hunde.